# Sultan Dumalondong
Sultan Dumalondong (Bayan ng Sultan Dumalondong) är en kommun i Filippinerna. Kommunen ligger på ön Mindanao, och tillhör provinsen Lanao del Sur. Folkmängden uppgår till 11 105 invånare.
Sultan Dumalondong är indelat i 7 barangayer.